# Minszat an-Nasr
Minszat an-Nasr – miejscowość w Egipcie, w muhafazie Al-Minja, w dystrykcie Abu Kurkas. W 2006 roku liczyła 4239 mieszkańców.